# Nové Valteřice
Nové Valteřice (1869–1880 Nová Valteřice, 1890–1910 Valteřice; německy Neu Waltersdorf) je vesnice, část města Moravský Beroun v okrese Olomouc. Nachází se asi 5,5 km na sever od Moravského Berouna. Nové Valteřice je také název katastrálního území o rozloze 8,04 km2.

## Historie
První písemná zmínka o obci pochází z roku 1692. Po roce 1850 šlo o samostatnou obec v politickém a soudním okrese Šternberk, od roku 1910 v okrese Moravský Beroun a od roku 1950 v okrese Bruntál. Součástí Moravského Berouna se Nové Valteřice staly v roce 1961, spolu s ním pak roku 2005 přešly do okresu Olomouc.

## Pamětihodnosti
- Lovecký zámeček zakoupený na průmyslové výstavě v Paříži v roce 1848
- Kostel Nanebevzetí Panny Marie